# Agfa-Gevaert Tournament
Het Agfa-Gevaert Tournament  was een golftoernooi voor professionals van 1963-1971. Het werd steeds gespeeld bij Stoke Park Club in Stoke Poges, Buckinghamshire.

## Winnaars
| Jaar                    | Winnaar               | Score                 |
| Gevacolour Tournament   | Gevacolour Tournament | Gevacolour Tournament |
| ----------------------- | --------------------- | --------------------- |
| 1963                    | Bernard Hunt          | 278                   |
| 1964                    | Ángel Miguel          | 268                   |
| Agfa-Gevaert Tournament |                       |                       |
| 1965                    | Jimmy Hitchcock       | 267                   |
| 1966                    | Ángel Miguel          | 275                   |
| 1967                    | Peter Alliss          | 270                   |
| 1968                    | Clive Clark           | 288                   |
| 1969                    | Brian Barnes          | 277                   |
| 1970                    | Bernard Hunt          | 276                   |
| 1971                    | Peter Oosterhuis      | 276                   |